# Stola herrgård

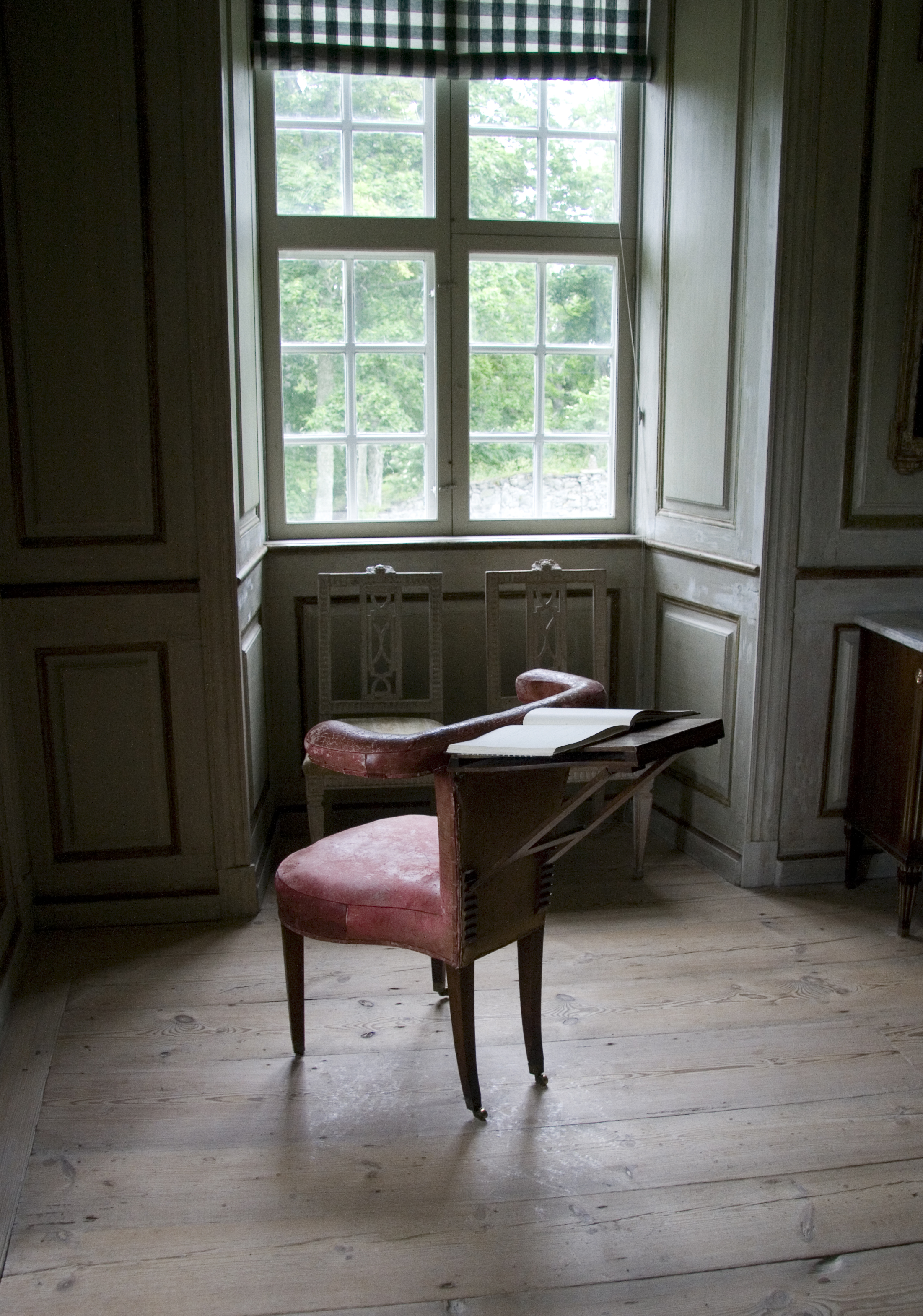
En "plugghäst" på Stola herrgård.

Stola är en herrgård i Strö socken i Lidköpings kommun 15 kilometer nordväst om Lidköping.
På Stola finns en av de bäst bevarade karolinska byggnaderna i Sverige, både exteriört och interiört. Den tidigare godsägaren Holger Ander satsade allt vad han kunde mobilisera i vilja och ekonomiska tillgångar för att återställa säteriets slottsliknande huvudbyggnad i ursprungligt skick. Han skaffade även tillbaka mycket av det lösöre som en gång funnits på Stola, men som under seklernas lopp skingrats åt olika håll.

## Historia
Under tre århundraden gick Stola i arv från far till son inom samma släkt och detta har givetvis avsatt starka spår på det gamla västgötagodset. Släkten hette Ekeblad och det var under dess "regentskap", som det nuvarande stenslottet byggdes och herresätet fick sin karolinska karaktär utformad. Den byggnad, som Stola nu har sin berömmelse av, byggdes under de år det svenska stormaktsväldet rasade samman 1713–1719. Greve Claes Ekeblad d.ä. och hans grevinna, Hedvig Mörner af Morlanda, vilka då satt som herrskap på Stola, lyckades emellertid med detta, tillsammans med inspektorn och befallningsmannen på Stola, Håkan Eliander. 
Den första av Ekebladssläkten som kom till Stola var Anders Hansson, slottslov på Läckö, som genom gifte med Agneta Nilsdotter, dotter till riksrådet Nils Claesson-Halfmåne till Stola, blev ägare till gården. Detta hände under 1500-talets första hälft. Anders Hansson och Agneta Nilsdotter-Halfmåne efterlämnade en son, Johan Andersson, som blev ryttmästare vid Västgöta ryttare, slottslov på Älvsborg och häradshövding i Närke. Det var dennes barn med Anna Christoffersdotter-Torstensson, som började kalla sig Ekeblad och tog ett ekeblad till vapenbild. 
Från 1648 till 1664 ägdes Stola av Kristoffer Johansson Ekeblad. Han var den fjärde i ordningen av Johan Anderssons söner, och efter honom gick gården i arv till sonen Johan Ekeblad. Det var efter dennes död 1697 som Stola ärvdes av Claes Ekeblad d. ä. som, vilket redan nämnts, uppförde den vackra slottsliknande huvudbyggnaden under Karl XII:s bistra krigsår. Man bör av den anledningen dock inte låta sig förledas att tro att Clas Ekeblad d. ä. förde en lugn och bekväm tillvaro i lantlig avskildhet från krig och äventyr. I själva verket var han en typisk son av sin tid då han var krigare under en stor del av sitt liv och tjänade vid såväl tyska som svenska regementen. 1703 blev han kommendant i Elbing och 1713 överkommendant i Pommern. Följande år utnämndes han till landshövding i Närke och Värmland och 1719 blev han riksråd. Som nyårsgåva fick han det året ett grevebrev och skrev sig därefter greve till Stola. Sett mot bakgrunden av den lysande karriär Claes Ekeblad d. ä. gjorde, var det kanske inte så märkvärdigt, att stenslottet på Stola blev till under hans tid. De gamla medeltida byggnaderna på Stola, som fanns före 1713, var helt enkelt inte längre representativa för en av landets förnämsta herremanssläkter. Det uppfördes då emellertid en ny byggnad som utgjordes av ett tvåvåningshus av stora stenblock, 45 alnar långt, 23 alnar brett och nära 14 alnar högt från marken till takfoten. Byggnadens yttre präglades av karolinskt allvar och värdighet, medan dess inre utstrålade gedigenhet och förfinad smak, mer representativ för dess ägares status.
När stenslottet stod färdigt flyttade greven till Stola från den gamla byggnaden de värdefulla samlingarna och konstskatter, som hans förfäder under årens lopp samlat. Efter hans död 1737 fortsatte hans son och arvtagare, greve Claes Ekeblad d.y., att berika Stolas samlingar, men den ivrigaste samlaren i släkten var antagligen dess sista medlem, greve Claes Julius Ekeblad, son till Claes Ekeblad d. y., vilken avled på Stola den 19 juni 1808.
Han hade testamenterat Stola till sin systerson greve Gustaf Piper, och näste ägare till det gamla herresätet blev dennes dotter Lovisa Piper, gift med greve Johan David Hamilton. Hon avled som änka 1879, men varken hon eller fadern hade bott på Stola och inte heller den som köpte gården av hennes sterbhus, godsägaren Carl Johan Lindqvist, flyttade dit. Följaktligen stod den vackra säteribyggnaden tom och övergiven i nästan 100 år, eller från 1808 till 1907, då Stola övergick i Artur Wilhelm Otterströms ägo. Det är detta som gjort, att huset är så väl bevarat, som det är. De rika samlingarna, som funnits på Stola, skingrades dock åt olika håll under de 100 obebodda åren. 1916 kan man säga att släkten Ander kom in med ena foten på Stola och det skulle senare visa sig få en avgörande betydelse för det gamla säteriets återupprättande. Detta år köptes nämligen Stola av Holger Anders fader, handlanden Carl Ander. 1989 bildades en stiftelse som nu äger huvudbyggnaden och parken.